# Hideo Koidzumi
Hideo Koidzumi 小泉 秀雄 (1885-1945) fue un botánico y explorador japonés, especialista en Taraxacum.

## Eponimia
- (Asteraceae) Taraxacum hideoi Nakai[1]
- (Crassulaceae) Rhodiola hideoi Nakai[2]
- (Poaceae) Agrostis hideoi Ohwi[3]
- (Poaceae) Avena hideoi Honda[4]
- (Poaceae) Helictotrichon hideoi (Honda) Ohwi[5]
- (Poaceae) Senisetum hideoi (Ohwi) Honda[6]
- (Violaceae) Viola hideoi Nakai[7]